# 小行星4260
小行星4260（英語：4260 Yanai）是一颗围绕太阳公转的小行星。1989年1月4日，上田清二、金田宏在钏路市发现了此天体。
这颗小行星的绝对星等为324.770235225797等。